# Mont-Disse
Pour les articles homonymes, voir Mont.
Mont-Disse (en béarnais Lo Mont e Dissa ou Lou Moun-Disse) est une commune française, située dans le département des Pyrénées-Atlantiques en région Nouvelle-Aquitaine.

## Géographie

### Localisation
La commune de Mont-Disse se trouve dans le département des Pyrénées-Atlantiques, en région Nouvelle-Aquitaine.
Elle se situe à 47 km par la route de Pau, préfecture du département, et à 36 km de Serres-Castet, bureau centralisateur du canton des Terres des Luys et Coteaux du Vic-Bilh dont dépend la commune depuis 2015 pour les élections départementales. 
La commune fait en outre partie du bassin de vie de Garlin.
Les communes les plus proches sont : 
Diusse (1,3 km), Conchez-de-Béarn (2,0 km), Aurions-Idernes (2,4 km), Aubous (2,5 km), Cadillon (3,4 km), Tadousse-Ussau (3,6 km), Arrosès (3,6 km), Portet (3,8 km).
Sur le plan historique et culturel, Mont-Disse fait partie de la province du Béarn, qui fut également un État et qui présente une unité historique et culturelle à laquelle s’oppose une diversité frappante de paysages au relief tourmenté.

### Communes limitrophes
Les communes limitrophes sont  Arrosès, Aubous, Aurions-Idernes, Aydie, Cadillon, Conchez-de-Béarn et Diusse.
| Diusse           | Aubous     | Aydie           |
| Conchez-de-Béarn | Mont-Disse | Arrosès         |
|                  | Cadillon   | Aurions-Idernes |

### Hydrographie

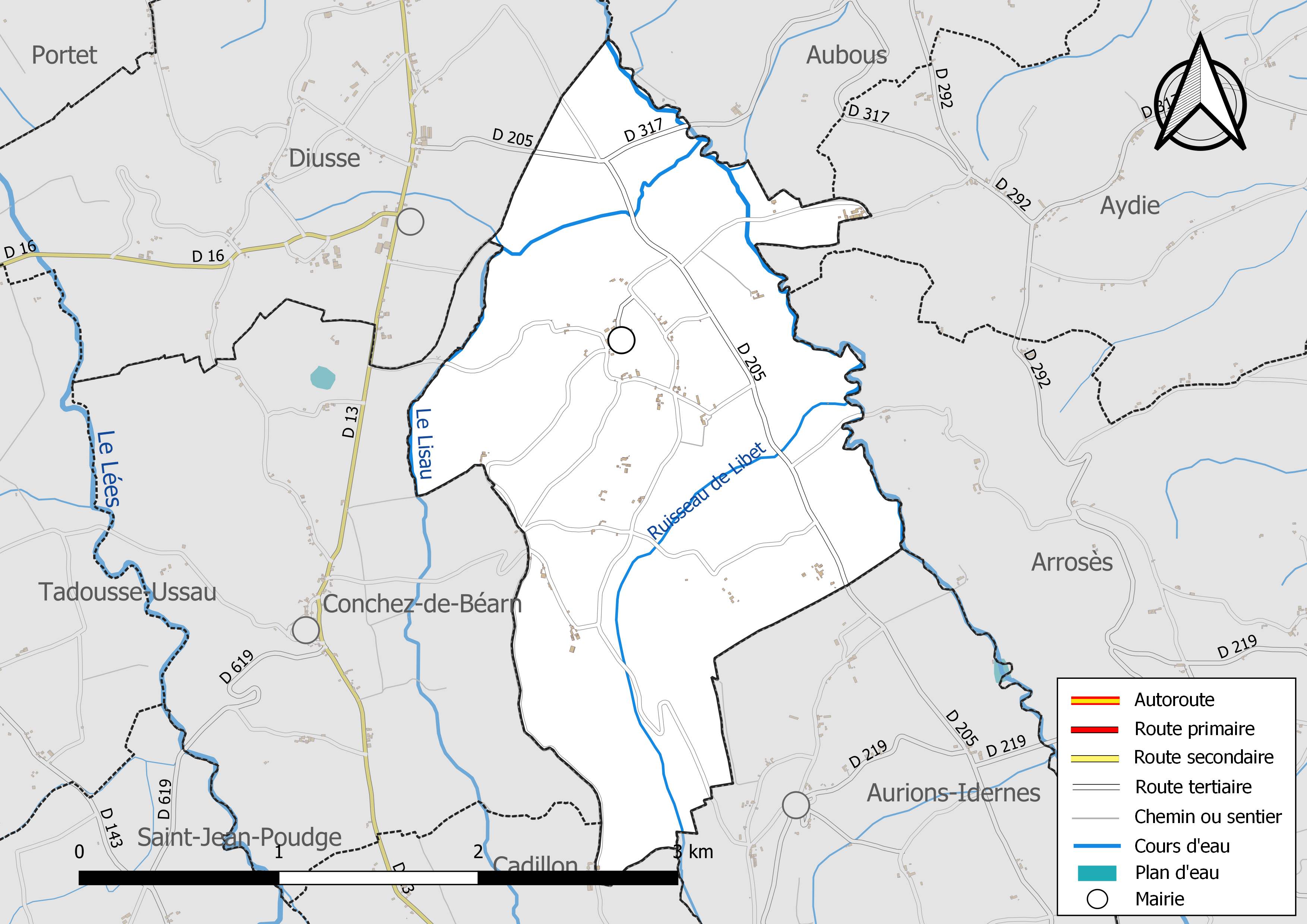
Réseaux hydrographique et routier de Mont-Disse.

La commune est drainée par le Larcis, le Lisau, le ruisseau de Libet et par divers petits cours d'eau, constituant un réseau hydrographique de 7 km de longueur totale,.
Le Larcis, d'une longueur totale de 34,8 km, prend sa source dans la commune de Luc-Armau, et s'écoule vers le nord-ouest. Il se jette dans le Léez à Projan, après avoir traversé 20 communes.
Le Lisau, d'une longueur totale de 13,3 km, prend sa source dans la commune d'Escurès et s'écoule du sud vers le nord. Il traverse la commune et se jette dans le Larcis à Aubous, après avoir traversé 7 communes.

### Climat
Le climat qui caractérise la commune est qualifié, en 2010, de « climat méditerranéen altéré », selon la typologie des climats de la France qui compte alors huit grands types de climats en métropole. En 2020, la commune ressort du type « climat océanique altéré » dans la classification établie par Météo-France, qui ne compte désormais, en première approche, que cinq grands types de climats en métropole. Il s’agit d’une zone de transition entre le climat océanique et les climats de montagne et semi-continental. Les écarts de température entre hiver et été augmentent avec l'éloignement de la mer. La pluviométrie est plus faible qu'en bord de mer, sauf aux abords des reliefs.
Les paramètres climatiques qui ont permis d’établir la typologie de 2010 comportent six variables pour les températures et huit pour les précipitations, dont les valeurs correspondent à la normale 1971-2000. Les sept principales variables caractérisant la commune sont présentées dans l'encadré ci-après.
| Paramètres climatiques communaux sur la période 1971-2000 - Moyenne annuelle de température : 13,5 °C - Nombre de jours avec une température inférieure à −5 °C : 1,5 j - Nombre de jours avec une température supérieure à 30 °C : 7,9 j - Amplitude thermique annuelle : 14,8 °C - Cumuls annuels de précipitation : 1 038 mm - Nombre de jours de précipitation en janvier : 11 j - Nombre de jours de précipitation en juillet : 7,6 j |

Avec le changement climatique, ces variables ont évolué. Une étude réalisée en 2014 par la Direction générale de l'Énergie et du Climat complétée par des études régionales prévoit en effet que la  température moyenne devrait croître et la pluviométrie moyenne baisser, avec toutefois de fortes variations régionales. La station météorologique de Météo-France installée sur la commune et en service de 1971 à 2020 permet de connaître l'évolution des indicateurs météorologiques. Le tableau détaillé pour la période 1981-2010 est présenté ci-après.
| Mois                                  | jan.           | fév.          | mars            | avril           | mai           | juin           | jui.            | août          | sep.         | oct.          | nov.           | déc.            | année     |
| ------------------------------------- | -------------- | ------------- | --------------- | --------------- | ------------- | -------------- | --------------- | ------------- | ------------ | ------------- | -------------- | --------------- | --------- |
| Température minimale moyenne (°C)     | 2,5            | 3,1           | 5,3             | 7,4             | 11,2          | 14,3           | 16              | 15,8          | 12,8         | 9,9           | 5,7            | 3,2             | 9         |
| Température moyenne (°C)              | 6,3            | 7,3           | 10,2            | 12,3            | 16,1          | 19,5           | 21,5            | 21,3          | 18,5         | 14,7          | 9,6            | 6,8             | 13,7      |
| Température maximale moyenne (°C)     | 10             | 11,6          | 15,1            | 17,2            | 21,1          | 24,7           | 26,9            | 26,8          | 24,2         | 19,6          | 13,6           | 10,5            | 18,5      |
| Record de froid (°C) date du record   | −16 09.01.1985 | −10 08.02.12  | −9 01.03.05     | −2,3 04.04.1996 | −0,2 05.05.19 | 4,5 06.06.1976 | 7 20.07.1974    | 5 30.08.1986  | 2 21.09.1977 | −3,5 25.10.03 | −10 23.11.1988 | −10,2 25.12.01  | −16 1985  |
| Record de chaleur (°C) date du record | 21,5 18.01.07  | 25 24.02.1990 | 28,5 21.03.1990 | 31 30.04.05     | 34,5 30.05.01 | 39,9 30.06.15  | 40,2 08.07.1982 | 41,5 26.08.10 | 38 12.09.16  | 35 04.10.04   | 27 08.11.1985  | 24,2 17.12.1987 | 41,5 2010 |
| Précipitations (mm)                   | 89,8           | 80            | 79              | 101,4           | 90,7          | 73,1           | 54,8            | 64,1          | 69,3         | 85,2          | 100,3          | 92,1            | 979,8     |

### Milieux naturels et biodiversité
Aucun espace naturel présentant un intérêt patrimonial n'est recensé sur la commune dans l'inventaire national du patrimoine naturel,,.

## Urbanisme

### Typologie
Au 1er janvier 2024, Mont-Disse est catégorisée commune rurale à habitat très dispersé, selon la nouvelle grille communale de densité à sept niveaux définie par l'Insee en 2022.
Elle est située hors unité urbaine. Par ailleurs la commune fait partie de l'aire d'attraction de Pau, dont elle est une commune de la couronne,. Cette aire, qui regroupe 227 communes, est catégorisée dans les aires de 200 000 à moins de 700 000 habitants,.

### Occupation des sols

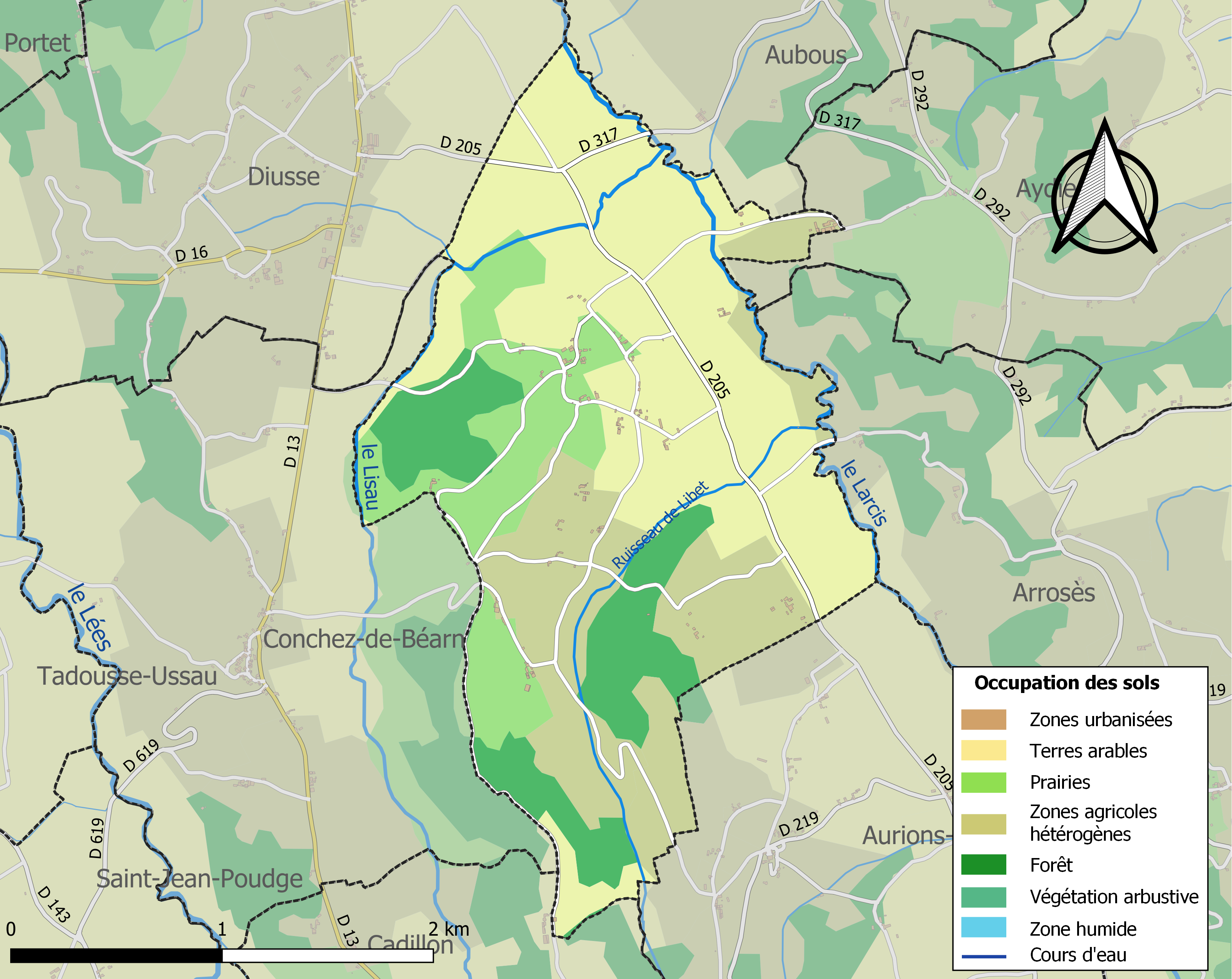
Carte des infrastructures et de l'occupation des sols de la commune en 2018 (CLC).

L'occupation des sols de la commune, telle qu'elle ressort de la base de données européenne d’occupation biophysique des sols Corine Land Cover (CLC), est marquée par l'importance des territoires agricoles (85,5 % en 2018), une proportion identique à celle de 1990 (85,5 %). La répartition détaillée en 2018 est la suivante : 
terres arables (44 %), zones agricoles hétérogènes (26,1 %), prairies (15,3 %), forêts (14,5 %). L'évolution de l’occupation des sols de la commune et de ses infrastructures peut être observée sur les différentes représentations cartographiques du territoire : la carte de Cassini (XVIIIe siècle), la carte d'état-major (1820-1866) et les cartes ou photos aériennes de l'IGN pour la période actuelle (1950 à aujourd'hui).

### Lieux-dits et hameaux
- Mont
- Disse
- Coustau
- Grange Lagarde
- Hameau
- Village.

### Voies de communication et transports
La commune est desservie par les routes départementales 205 et 317.

### Risques majeurs
Le territoire de la commune de Mont-Disse est vulnérable à différents aléas naturels : météorologiques (tempête, orage, neige, grand froid, canicule ou sécheresse), inondations et séisme (sismicité modérée). Il est également exposé à un risque technologique, la rupture d'un barrage. Un site publié par le BRGM permet d'évaluer simplement et rapidement les risques d'un bien localisé soit par son adresse soit par le numéro de sa parcelle.

#### Risques naturels
Certaines parties du territoire communal sont susceptibles d’être affectées par le risque d’inondation par une crue à  débordement lent de cours d'eau, notamment le Larcis et le Lisau. La commune a été reconnue en état de catastrophe naturelle au titre des dommages causés par les inondations et coulées de boue survenues en 1982 et 2009,.

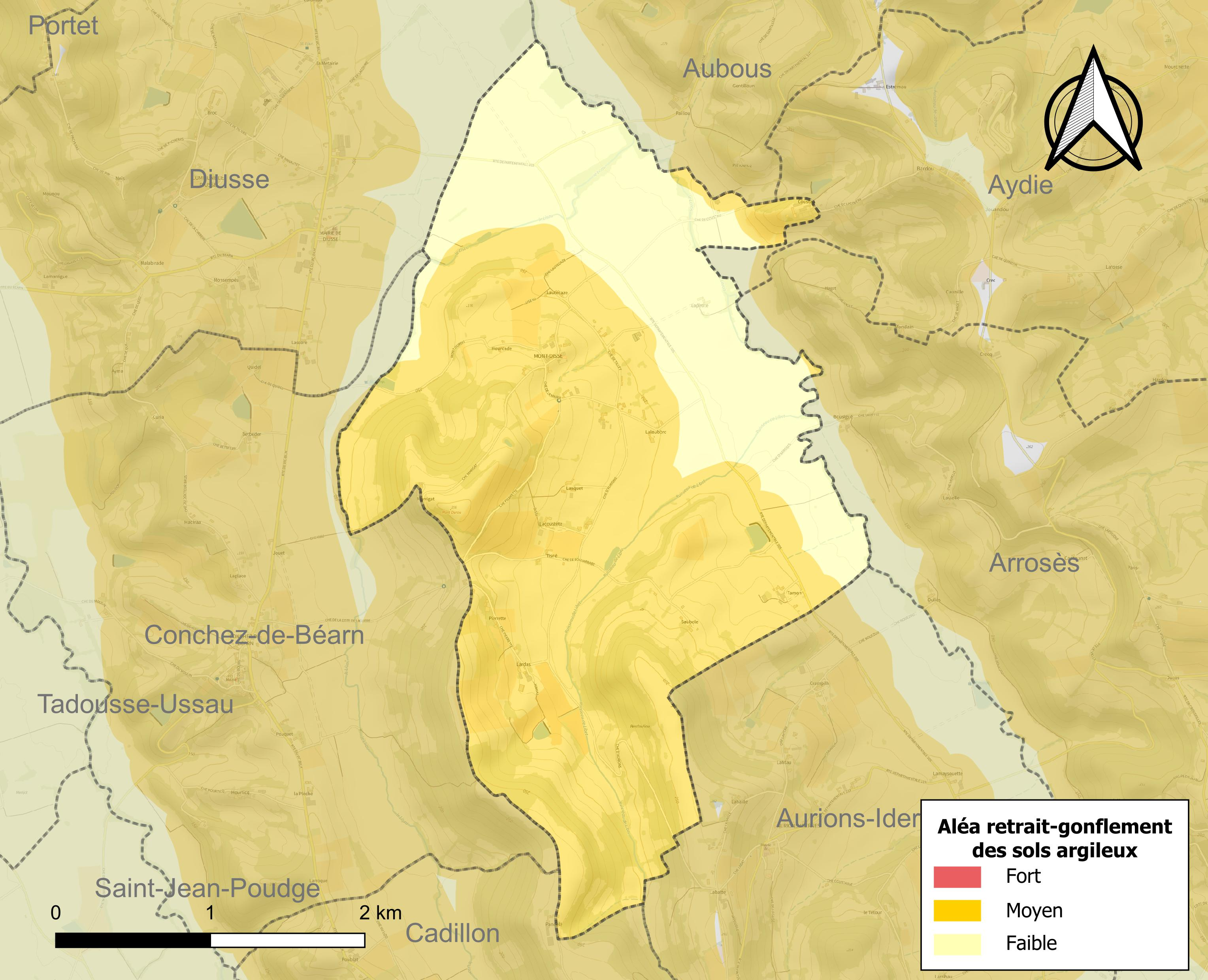
Carte des zones d'aléa retrait-gonflement des sols argileux de Mont-Disse.

Le retrait-gonflement des sols argileux est susceptible d'engendrer des dommages importants aux bâtiments en cas d’alternance de périodes de sécheresse et de pluie. 71,6 % de la superficie communale est en aléa moyen ou fort (59 % au niveau départemental et 48,5 % au niveau national). Depuis le 1er octobre 2020, en application de la loi ELAN, différentes contraintes s'imposent aux vendeurs, maîtres d'ouvrages ou constructeurs de biens situés dans une zone classée en aléa moyen ou fort,.

#### Risque technologique
La commune est en outre située en aval de barrages de classe A. À ce titre elle est susceptible d’être touchée par l’onde de submersion consécutive à la rupture de cet ouvrage.

## Toponymie
Le toponyme Mont apparaît sous les formes Ezmont (XIIe siècle, d'après Pierre de Marca) et Le Mont de Vic-Vielh (1385, censier de Béarn).
Le toponyme Disse, ancien hameau des communes d'Aurions-Idernes et de Mont, apparaît sous les formes Düsse (1487, registre des Établissements de Béarn), Dissa et Dyssa (respectivement 1538 et 1546, réformation de Béarn).
Le nom béarnais de la commune est Lo Mont-Dissa ou Lou Moun-Disse.

## Histoire
Paul Raymond note qu'en 1385, Mont et Disse dépendaient du bailliage de Lembeye et comptaient respectivement neuf et douze feux.

## Politique et administration
| Période                                                    | Identité           | Parti                | Qualité                                                                    |
| ---------------------------------------------------------- | ------------------ | -------------------- | -------------------------------------------------------------------------- |
| Les données antérieures à 1962 ne sont pas encore connues. |                    |                      |                                                                            |
| avant 1962-?                                               | Jean-Marie Lescher | SFIO puis PS         | Agriculteur-exploitant                                                     |
|                                                            |                    |                      |                                                                            |
| 1995-en cours                                              | Charles Pélanne    | UDF puis NC puis UDI | Agriculteur-exploitant, conseiller général du canton de Garlin (2001-2015) |

### Intercommunalité
Mont-Disse fait partie de cinq structures intercommunales :
- la communauté de communes des Luys en Béarn ;
- le SIVU de la voirie de la région de Garlin ;
- le SIVU du Lées et affluents ;
- le syndicat d'énergie des Pyrénées-Atlantiques ;
- le syndicat intercommunal d'alimentation en eau potable Luy - Gabas - Lées.

## Population et société

### Démographie
L'évolution du nombre d'habitants est connue à travers les recensements de la population effectués dans la commune depuis 1793. Pour les communes de moins de 10 000 habitants, une enquête de recensement portant sur toute la population est réalisée tous les cinq ans, les populations de référence des années intermédiaires étant quant à elles estimées par interpolation ou extrapolation. Pour la commune, le premier recensement exhaustif entrant dans le cadre du nouveau dispositif a été réalisé en 2005.

En 2022, la commune comptait 81 habitants, en évolution de +12,5 % par rapport à 2016 (Pyrénées-Atlantiques : +3,78 %, France hors Mayotte : +2,11 %).
| 1793 | 1800 | 1806 | 1821 | 1831 | 1836 | 1841 | 1846 | 1851 |
| ---- | ---- | ---- | ---- | ---- | ---- | ---- | ---- | ---- |
| 216  | 223  | 555  | 386  | 342  | 344  | 305  | 307  | 287  |

| 1856 | 1861 | 1866 | 1872 | 1876 | 1881 | 1886 | 1891 | 1896 |
| ---- | ---- | ---- | ---- | ---- | ---- | ---- | ---- | ---- |
| 271  | 270  | 248  | 203  | 228  | 238  | 219  | 219  | 187  |

| 1901 | 1906 | 1911 | 1921 | 1926 | 1931 | 1936 | 1946 | 1954 |
| ---- | ---- | ---- | ---- | ---- | ---- | ---- | ---- | ---- |
| 170  | 164  | 153  | 153  | 153  | 150  | 131  | 130  | 124  |

| 1962 | 1968 | 1975 | 1982 | 1990 | 1999 | 2005 | 2006 | 2010 |
| ---- | ---- | ---- | ---- | ---- | ---- | ---- | ---- | ---- |
| 115  | 106  | 92   | 90   | 82   | 67   | 76   | 77   | 78   |

| 2015 | 2020 | 2022 | - | - | - | - | - | - |
| ---- | ---- | ---- | - | - | - | - | - | - |
| 73   | 81   | 81   | - | - | - | - | - | - |

## Économie
La commune fait partie des zones d'appellation d'origine contrôlée (AOC) du madiran, du pacherenc-du-vic-bilh et du béarn.

## Culture locale et patrimoine

### Patrimoine civil
Le château de Mont-Disse, dit Castet, date en partie du XVIe siècle. Il fut constamment agrandi et remanié au cours des siècles suivants.
La commune présente un ensemble de fermes et de maisons du XIXe siècle.

### Patrimoine religieux
L'église Saint-Étienne, à Mont, date en partie du XIIe siècle. Elle recèle du mobilier, des verrières, une statue et des objets inscrits à l'inventaire général du patrimoine culturel. À Disse, l'église Saint-Martin, rendue au culte catholique en 1620, est signalée en ruine sur la carte de Cassini.